# Ryan McGinley
Ryan McGinley (Ramsey, Nova Jersey, 17 d'octubre de 1977) és un fotògraf estatunidenc que actualment viu a Nova York. El més petit de vuit germans, va estar envoltat des de molt jove per artistes, skaters i músics. El 1995 es va matricular a la New School for Design de la Parsons University de Nova York, per estudiar disseny gràfic, aquell any va començar a fotografiar. El 1998 va traslladar-se a un nou apartament a l'East Village, a Manhattan, i a les parets de la seva habitació penjava instantànies de Polaroid que feia de qualsevol persona que el visitava.

## Obra
Als 21 anys McGinley va trobar la fotografia, i només cinc anys després presentaria la seva primera gran exposició individual al Whitney Museum of American Art i seria nomenat Fotògraf de l'Any per American Photo Magazine.
Tornant enrere, el 1999, encara com a estudiant a Parsons, McGinley va publicar el seu primer llibre, The Kids Are Alright. Era una oda a la llibertat i a la joventut, on s'hi observaven fotografies desvergonyides, exuberants i plenes de vida que capturaven als seus amics de Nova York, entre ells artistes com Dash Snow, Dan Colen i Hannah Liden, en plena èxtasi. El llibre va ser enviat a cent editors i artistes que McGinley respectava dins el món de l'art, entre els quals es trobava l'acadèmica i comissària Sylvia Wolf, qui més tard organitzaria l'exposició de McGinley al Whitey. El fotògraf esdevindria l'artista més jove a tenir una exposició individual al museu, només amb 26 anys. Els retrats íntims de McGinley a skaters, artistes de grafit i músics (la majoria els seus amics) revelen les subcultures contemporànies amb una mirada honesta, semblant però no tan dolorosa i crua com la de Nan Goldin, Wolfgang Tillmans i Larry Clark.
El 2004, McGinley va prendre un camí diferent amb relació a la seva obra. Va deixar de “documentar” als seus amics en situacions reals i va començar a crear escenaris on les situacions que ell visualitzava podien ser documentades. Això si, mai forçant cap gest o posat. En definitiva, va començar a dirigir les activitats i a fotografiar els seus subjectes d'una manera que recorda a la del cinema-verité. "Vaig arribar al punt en què no podia esperar més a que les fotografies passessin" va dir. " Estava perdent el temps, així que vaig començar a fer passar les fotografies. Això (fer passar les fotografies) està al límit entre allò inventat i allò real, aquí està aquesta fina línia".
Per al seu treball I Know Where the Summer Goes, inspirat en les revistes nudistes dels 60, va planejar un viatge pels Estats Units amb la companyia de setze models i amics i tres assistents. Va utilitzar 4000 rodets, que son 150.000 fotos, cinquanta de les quals acabaria seleccionant per a consolidar aquest treball que es publicaria i exposaria el 2009.
Les imatges de Ryan McGinley s'han exposat a galeries i museus d'arreu del món; el MoMa i el Gugghenheim de Nova York, el Museu d'Art Modern de San Francisco, i d'altres llocs arreu del món, com Espanya o Japó. Des de 2005, McGinley fa xerrades i classes de manera periòdica als estudiants de fotografia MFA de la Universitat Yale. També ha estat membre del programa de la School of Visual Arts de Nova York.

## Publicacions
- The Kids Are Alright. New York: Edició pròpia, 2002.
- Ryan McGinley (PS1 catàleg de l'exposició). New York: Flasher Factory, 2004. ISBN 0-9754527-1-1.
- Sun and Health. Paris: agnès b. Galerie du Jour, 2006. ISBN 2-906496-48-0.
- Moonmilk. London: Mörel, 2009. ISBN 978-1-907071-09-6.
- Life Adjustment Center. New York: Dashwood, 2010. ISBN 978-0-9844546-2-4.
- You and I. Santa Fe: Twin Palms, 2011. ISBN 978-1931885515.
- Whistle for the Wind. Milan: Rizzoli International, 2012. ISBN 978-0847838318.
- Way Far. Milan: Rizzoli International, 2015. ISBN 978-0847846917.
- The Journey is the Destination: the Ryan McGinley Purple Book. Paris: Purple Institute, 2013. Distribuit originalment amb l'edició 19 de Purple Fashion.